# Геворкян, Саркис Геворкович
Сарки́с Гево́ркович Геворкя́н (арм. Գևորգյան Սարգիս Գևորգի; 2 [15] марта 1900, Эривань — 14 ноября 1971, Ереван) — армянский кинооператор.

## Биография
Родился в 1900 году в Ереване, в семье богатых купцов. В юности профессионально занимался боксом. В 1921 году вместе с братьями переехал в Москву. В 1927 году окончил Государственный техникум кинематографии (ныне — ВГИК). В кино — с 1924 года (помощник оператора). В 1927 году стал оператором на киностудии «Межрабпомфильм», а с 1938 года — на Ереванской киностудии художественных фильмов (с 1957 года — «Арменфильм»). Снимал как игровые, так и документальные фильмы.

## Избранная фильмография

### Оператор
- 1925 — Дорога к счастью
- 1929 — Преступление Ивана Караваева
- 1932 — Друзья совести (другие названия — «Восстание в Руре», «Пылающий Рур», с Луи Форестье)
- 1933 — Рваные башмаки (совм. с Георгием Бобровым)
- 1939 — Горный поток / Լեռնային հեղեղ
- 1940 — Храбрый Назар / Քաջ Նազար
- 1941 — Урок советского языка / Սովետական լեզվի դասը
- 1944 — Однажды ночью / Մի անգամ գիշերը
- 1954 — Армянский киноконцерт / Հայկական կինոհամերգ
- 1956 — Из-за чести / Պատվի համար
- 1958 — Сердце матери / Մոր սիրտը
- 1959 — Обвал /
- 1962 — Воды поднимаются / Ջրերը բարձրանում են
- 1964 — Трудный переход / Դժվար անցում
- 1964 — Здравствуй, Артем! / Բարև, Արտյոմ
- 1968 — Братья Сарояны / Սարոյան եղբայրներ (совм. с Кареном Месяном)
- 1969 — Царь Чах-Чах / Չախ-Չախ թագավորը

## Награды
- 1957 — Заслуженный деятель искусств Армянской ССР
- 1970 — Государственная премия Армянской ССР (с К. Месяном, «Братья Сарояны»)